# Glacier Varlamov
Le glacier Varlamov (russe : Lednik Varlamova) est un glacier s'épanchant vers le nord-ouest dans l'Anse Brahms sur la péninsule Beethoven, sur l'île Alexandre-Ier, en Antarctique.
Le glacier est nommé par l'Académie des sciences de Russie en 1987 d'après le compositeur russe Alexandre Varlamov.